# Monocameralitat

Estats amb poder legislatiu bicameral.
Estats amb poder legislatiu monocameral.
Estats monocamerals amb òrgan consultiu.
Sense cambra legislativa.

La monocameralitat és la pràctica de tenir una assemblea legislativa composta d'una sola cambra parlamentària que exerceix el poder legislatiu. Usualment els estats amb assemblees monocamerals són petits i homogenis i consideren innecessària la cambra alta.
Els monocameralistes assenyalen que la cambra alta no té sentit en una democràcia, sinó que simplement es dedica a duplicar la participació existent a la cambra baixa. Argumenten, així mateix, que les funcions d'una cambra alta, com les de revisar un projecte de llei aprovat, poden ser dutes endavant per part de comissions parlamentàries. Es critica que les cambres altes sovint constitueixen reserves dels interessos de les velles classes altes (Regne Unit) i d'interessos retardataris (França) i que tenen per funció aturar les iniciatives progressistes de les cambres baixes, les quals, en principi, serien d'elecció més democràtica i, per això, de composició més representativa del conjunt de la població.
D'altra banda, en estats d'estructura federal o federalitzant, i més encara quan aquesta estructura respon d'alguna manera a una composició multinacional de l'Estat, esdevé necessària una segona cambra (alta) en representació d'aqueixa estructura territorial, mentre que la cambra baixa representa els ciutadans independentment de la seva localització territorial.
En moltes situacions aquests Estats han tingut una segona cambra, abolida posteriorment, com és el cas de Nova Zelanda (abolida el 1951) o Dinamarca (abolida el 1953). Això es pot deure al fet que la segona cambra obstruïa l'aprovació de la legislació, o perquè es va provar que no tenia cap efecte beneficiós per a la governabilitat.
Ocasionalment el terme monocameral s'utilitza en els països que van optar per un sistema bicameral, per a designar a una iniciativa, una votació o un esdeveniment, que es produeix únicament en una de les cambres que componen el poder legislatiu.